# Festa di Piedigrotta
(Francesco Stocchetti)

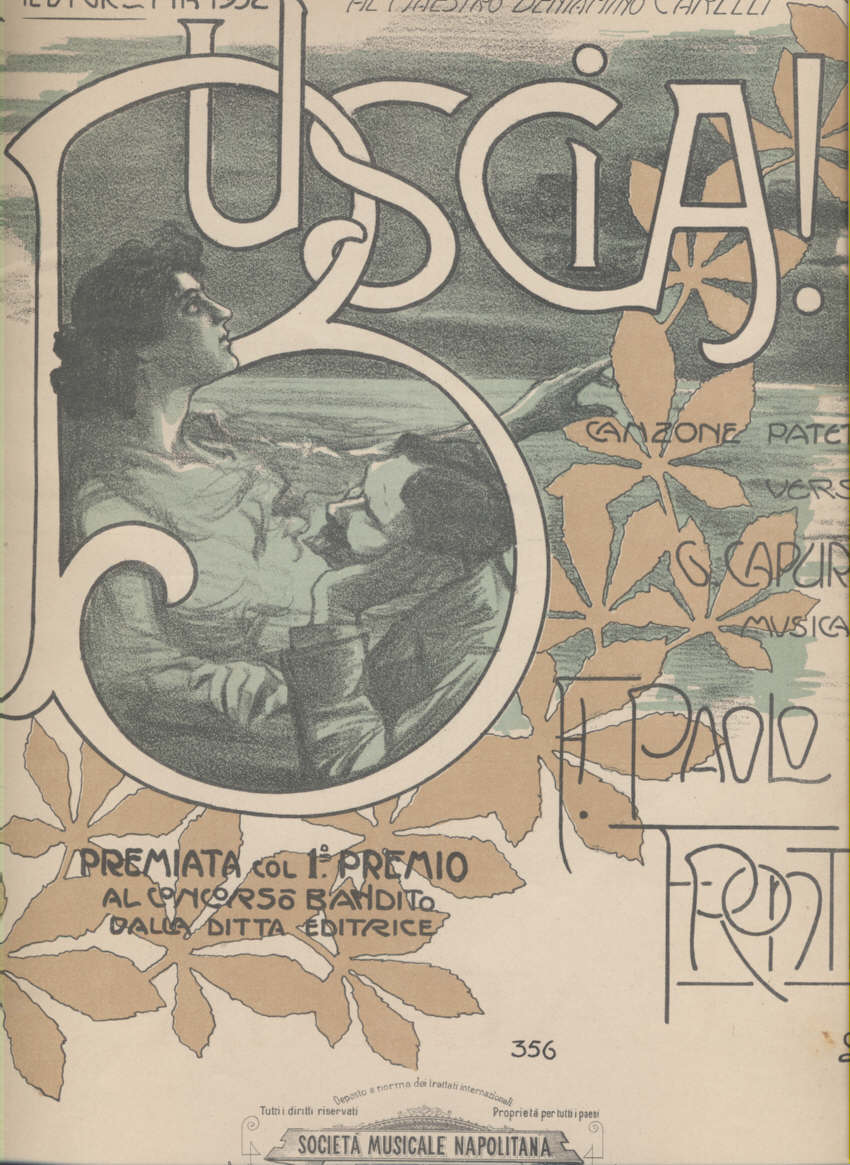
Buscia! Primo classificato al concorso per la canzone popolare di Piedigrotta del 1902, parole di Giovanni Capurro, musica di Francesco Paolo Frontini

La festa di Piedigrotta è una festa popolare che ricorre l'8 settembre a Napoli.

## Storia
Nella Napoli extra moenia, cioè fuori le mura di recinzione della città, i culti pagani si celebravano fin dal I secolo a.C. tanto che Petronio Arbitro nel suo Satyricon menziona dei baccanali, destinati a propiziare la fecondità che si celebravano in onore del dio Priapo, nei pressi della Crypta Neapolitana (detta anche "Grotta di Pozzuoli" o "Grotta di Posillipo"), una galleria scavata in epoca romana nella collina di Posillipo. Meno certa è la celebrazione in memoria del poeta Virgilio nel I-II secolo d.C. in quanto non vi è nessuna sicurezza sulla sua tomba né sulle sue ceneri che risultano disperse.
Il culto di Maria Vergine si diffuse in Campania nel III secolo d.C., poi nell'VIII secolo si aggiunse quello di Santa Maria Odigitria, originario di Costantinopoli e di cui scrisse anche Francesco Petrarca. Contemporaneamente al culto dell'Itria, continuò per un lungo tempo anche il rito pagano nella galleria, finché si giunse alla costruzione, nel 1207, di una piccola cappella nata, secondo una leggenda, nel luogo dove la Madonna era apparsa a tre religiosi, e dove era stata trovata anche un'icona. In realtà le testimonianze accennano alla traslazione delle reliquie dei santi Giuliana e Massimo da Cuma, distrutta dai longobardi, riposte nella cappella che fu distrutta da un maremoto nel 1343. Per tali motivi, dieci anni dopo, nel 1353 fu edificato il santuario de pedi grotta, che divenne il centro della devozione del borgo marinaro e della sua festa, che fu fissata l'8 settembre, giorno della natività di Maria.
Eccetto i baccanali e le apparizioni, la vera data di inizio della festa si deve far risalire al 1487 quando il cronista Giampietro Leostello accenna ad una festa di Santa Maria della Grotta e «tutti che vi accorrevano nella notte tra il 7 e l'8 settembre». Nel 1731 i pescatori del posto si organizzarono nella Confraternita dei pescatori marinari di Chiaia col compito di assistere alle processioni. La festa, alla quale partecipavano anche i reali ed i dignitari del regno, assunse dei contorni trionfali allorquando nel 1744 Carlo III decise di introdurre una parata militare per celebrare la vittoria di Velletri sui tedeschi, anche se alcuni ritengono che si svolgesse già prima, quando nel 1554 si volle spostare l'ingresso della chiesa verso la città e l'altare verso la collina.
L'accensione delle luminarie segna, tradizionalmente, l'inizio ufficiale dei festeggiamenti, tanto che era chiesto ai residenti di «addobbare i balconi e di illuminarli sul far della sera». Sebbene a Napoli vi fosse già un carnevale, che aveva luogo il 16 febbraio presso il Carmine (oggi Piazza del Mercato), Carlo III, tuttavia, decise di mutarne modi e tempi direttamente nella festa di Piedigrotta, ritenuta più sicura e più spaziosa. Ereditata dal carnevale fu la consueta “abbuffata” pomeridiana che poteva vantare di un vero e proprio menù tipico rappresentato da parmigiana di melanzane, “ruoti di petticciulli” al forno, “ruoti di capezzelle”, polli arrostiti e, per i più umili, “l'appesa” di frutta con uva, mele cotogne, granate e fichi d'India. Correlato all'evento era diffusa la pratica dei “maritaggi” nei quali venti fanciulle di umili origini, cd. zite, erano sorteggiate per sfilare sui carri allegorici fino al Palazzo Reale dove ricevevano una dote dal sovrano.
I carri, le quali spese di mantenimento ricadevano sulle corporazioni di arti e mestieri, ritraevano personaggi della storia e della tradizione napoletana quali Masaniello, la Sirena, il Sarracino, Pulcinella, san Gennaro, etc.. Ogni carro, preceduto dalla “banda di suonatori di flauto di Materdei”, doveva soffermarsi presso il palco dei reali, allestito in piazza San Ferdinando (oggi Piazza del Plebiscito) per l'”inchino” di rito, dopodiché il popolo si lanciava nel consueto “saccheggio” del carro che si concludeva quasi sempre con la totale distruzione del medesimo. I festeggiamenti duravano circa una settimana (eccetto l'edizione del 1802 quando, per l'Incoronazione, durarono tre settimane), durante la quale si tenevano messe quotidiane e proseguivano gli eventi programmati dal Comitato organizzativo, compresa la processione della Madonna, fino all'ultimo giorno che ricadeva di sabato.
Come tutte le feste popolari, non di rado capitavano degli incidenti tra persone, magari un po' brille oppure semplicemente eccitate dalle deficienze del servizio d'ordine, quasi sempre per futili motivi come nel 1680 quando il principe Francesco Caracciolo subì l'affronto del conte Domenico Acquaviva che si rifiutò di lasciare il passo alla sua signora all'uscita della chiesa, ne nacque una lite furibonda in seguito alla quale il principe riportò un leggero graffio alle gote; l'evento ebbe tanta eco che furono sospesi i festeggiamenti per quell'anno e la chiesa fu consacrata nuovamente il mese successivo dall'arcivescovo di Napoli.
L'8 settembre 1859 si svolse l'ultima parata dei Borbone con 47 battaglioni, 33 squadre d'assalto e 64 pezzi d'artiglieria alle quali seguirono le cannonate dai cinque castelli cittadini (121). La censura era garantita da speciali agenti in borghese, cd. feroci, pronti ad intervenire qualora qualche canzone o discorso improvvisato potesse offendere il re o le istituzioni (120). Nel 1888 fu introdotta la sfilata in carrozza, mentre l'edizione del 1902 fu la prima con le lampade a corrente elettrica. Nel 1906 il “Comitato del museo” composto da intellettuali, artisti ed industriali decise di introdurre le “cavalcate” che consistevano nella rievocazione di episodi storici connessi con le imprese di un personaggio di rilievo tra i quali si contavano anche “I cavalieri della Lega Lombarda”.
Durante il fascismo fu introdotto il “corteo delle opere liriche” che vedeva autori celebri del melodramma italiano sfilare sui carri sulle note dell'Aida. Nel 1935 l'organizzazione fu affidata all'Opera nazionale del dopolavoro che aggiunse in programma una nutrita serie di concorsi: fotografico la quale prima edizione fu vinta dal futurista Giulio Parisio, cinematografico, vetrine addobbate, dei posteggiatori, dei ristoratori, dell'uva e persino quello sulla citazione. Nel 1937 si svolsero a Napoli, in concomitanza con l'evento, la quarta edizione dei “Littoriali della cultura e dell'arte”, manifestazione ginnica che vedeva giovani sfidarsi nelle principali competizioni sportive.
Nel 1952 si decise di organizzare contemporaneamente il Festival della canzone napoletana che si svolse fino agli anni settanta e la quale organizzazione fu affidata prima al “Comitato delle feste di Napoli” e poi, nel 1962, all'Azienda autonoma di soggiorno e turismo (AAST). Tale passaggio non fu privo di conseguenze. Mentre il comitato era costituito in prevalenza da soggetti privati, nel secondo questi mancavano del tutto con ricadute gravi sui finanziamenti che, essendo esclusivamente pubblici, si ridussero sempre di più, determinando il declino della festa. Poco servirono le nuove attrazioni della “Gara dei gozzi” a Mergellina nel 1964 e il concorso dei “Vestitini di carta”.
Il 10 settembre 1983, però, su iniziativa di Benedetto Casillo, destò sorpresa la Serenata alla Madonna che consisteva in una rappresentazione teatrale suddivisa in tre atti: “Napoli more” in cui si denunciavano i problemi della città e l'indifferenza delle istituzioni, “A valigia 'e cartone” in cui trasaliva il grido di dolore degli emigranti partenopei costretti a fuggire per la penuria di lavoro, infine, “Santa Lucia luntana” dove si recitava l'omaggio dei pescatori alla Madonna dopo le fatiche quotidiane. Dopo la fine del Festival di Napoli iniziò il declino della “Piedigrotta”, che fu sospesa nel 1982. Nel 1983, infatti, l'amministrazione municipale decise di convogliare i finanziamenti verso gli sfollati del terremoto dell'Irpinia, sebbene la sfilata dei carri fu comunque garantita dall'associazione “Napoli Nostra” anche per i due anni seguenti.

## Festival della canzone napoletana
Secondo Svetonio, lo stesso Nerone quando soggiornò a Napoli fece sosta a Piedigrotta per esibire il suo canto di fronte alla cittadinanza, già considerata a quei tempi altamente intenditrice delle arti musicali.
Come in ogni manifestazione popolare il canto era sempre stato parte importante della festa, anche dal punto di vista competitivo. Il popolo di cantori si riuniva in vico Venti in Santa Maria degli Angeli almeno un mese prima dell'inizio dei festeggiamenti per proporre il soggetto delle canzoni da portare alla festa, si tratta dello stile a' ffigliola che consiste «in un solista che intona il testo ed il coro che segue a cappella»; questo stile di canto non è però da confondere con la voce è Napule dei venditori ambulanti e con i strambiotti o le villanelle delle massaie.
La Piedigrotta musicale fu ufficialmente inaugurata l'8 settembre del 1839, con il trionfo di Te voglio bene assaje in un'atmosfera variopinta di suoni. Oltre all'ascolto delle canzoni in gara, la manifestazione dava ampio spazio a tarantelle e macchiette basate su strumenti tradizionali, come putipù, triccheballacche, nacchere oppure su quelli denominati “'e scucciamienti” utilizzati per rumoreggiare accanitamente. 
Nella seconda metà del XIX secolo il fenomeno si accentuò sempre di più, tanto che, per la stesura di spartiti e testi, numerosi editori stampavano migliaia di fogli e, inoltre, c'erano gli incisori per le copertine e le immagini correlate al testo (nel 1889 ce ne furono più di tremila), il cui successo era sancito - prima della radio e della televisione - dalla loro circolazione popolare e dal numero di spartiti venduti dalle maggiori case editrici dell'epoca (La Canzonetta, Epifani, Bottega dei Quattro, Gennarelli, ecc.). In tale occasione nacque la canzone classica napoletana, avendo tra i suoi più famosi parolieri e musicisti della città quali, ad es., Salvatore Di Giacomo, Salvatore Gambardella, Libero Bovio, Raffaele Sacco e tanti altri ancora.
All'inizio del XX secolo l'influenza della case discografiche era tale che l'audizione degli aspiranti concorrenti avveniva presso i teatri cittadini, mentre l'esecuzione delle canzoni, che tradizionalmente si erano sempre svolte nel recinto all'ingresso della Crypta, furono spostate prima in p.zza Principe Umberto e poi nell'arena dell'ex Velodromo in viale Elena (oggi via Gramsci). Nel 1926 iniziarono le prime trasmissioni radiofoniche del festival, mentre nel 1937 fu allestita la “Mostra della canzone”.

## Gran festival di Piedigrotta
Richiamando le vecchie Audizioni di Piedigrotta, il Gran Festival di Piedigrotta si svolse a Napoli nel 1962, al Teatro Mediterraneo della Mostra D'Oltremare. La manifestazione nacque come risposta al Festival di Napoli, proponendo brani moderni, contrariamente alla linea classica del festival partenopeo. La manifestazione fu l'ultima col direttore d'orchestra Giuseppe Anepeta, che morì l'anno seguente. Il Gran Festival di Piedigrotta fu vinto dal brano Mandulinata blu (Martucci - Mazzocco), interpretata da Emilio Pericoli e da Mario Trevi. La Rai, in chiusura della manifestazione, s'impegnò a promuovere i motivi finalisti in quindici trasmissioni radiofoniche.
Dopo questa edizione la rassegna fu annullata.

## Piedigrotta: le nuove Canzoni di Napoli
Dopo il Gran Festival di Piedigrotta del 1962, il nome della Piedigrotta torna nel titolo di una manifestazione musicale partenopea. Questa volta, però, per evitare polemiche e denunce da parte degli autori non accettati dalla giuria esaminatrice, non ci sono vincitori e vinti. La manifestazione Piedigrotta: Le nuove Canzoni di Napoli si svolge al teatro Mediterraneo di Napoli, sede storica del Festival di Napoli, e viene trasmessa radiofonicamente in prima serata. Le canzoni vengono eseguite in gruppi di dodici, divise nelle prime due serate. Nella terza serata vengono eseguiti tutti i brani, con ripresa televisiva in seconda serata. Ospite della manifestazione sarà Gina Lollobrigida. Pur non essendo una gara, tornano i dissapori tra gli artisti esclusi al festival. Mario Abbate, poco prima della diretta televisiva del 17 novembre, si barrica nel pullman della regia mobile dichiarando "Scappate tutti, tra poco salterà tutto". Protesta contro gli organizzatori per essere stato escluso non per meriti artistici ma per dissapori personali estranei all'evento. Dopo la richiesta di alcuni colleghi, Abbate abbandona la sua postazione. Giunge sul luogo il commissario Petruzzi che, perquisendolo, non trova alcuna bomba. Abbate dichiara che "Avrebbe fatto saltare la manifestazione". La Piedigrotta si svolse regolarmente ma non riuscì a rilanciare il festival.

## Prospettive sulla festa di Piedigrotta
Fin dal 1993 si diffuse l'idea di ripristinare la festa, allorquando si svolse la mostra “Piedigrotta che passione” al Castelnuovo, seguita appena tredici anni dopo da una nuova mostra al Palazzo Reale di Napoli, tuttavia solo nel 2007 l'amministrazione municipale decise di indire la nuova edizione della festa, affidandone l'organizzazione all'Ente Provinciale per il Turismo (EPT), nel quadro degli eventi estivi, riprendendo in parte le modalità tradizionali: le luminarie in via Piedigrotta, i mortaretti che annunziano l'inizio della festa la mattina dell'8 settembre, la sfilata dei carri allegorici sul lungomare, il concorso dei vestiti di carta, il concerto in piazza del Plebiscito nonché la batteria di fuochi d'artificio a mare, di durata oltre 30 minuti, spettacolare tra l'altro per l'eco degli scoppi sulla collina del Vomero, durante il quale, il carro allegorico rappresentante il Vesuvio ha preso fuoco per un cortocircuito ed è andato completamente distrutto; questi ultimi sono stati, probabilmente, gli eventi più apprezzati.
La nuova Piedigrotta, rinata nel 2007, ha visto accorrere molti fedeli di religione cattolica, anche perché la festa, nella tradizione dei “nove sabati”, nasce come corollario al pellegrinaggio settembrino verso Santa Maria di Piedigrotta allorquando i fedeli, nove settimane prima della festa, si davano tale appuntamento. Sono stati innumerevoli le occasioni di culto al santuario, quali la celebrazione della “messa degli artisti” (2 settembre), la concelebrazione della “Natività della Vergine” presieduta dall'arcivescovo di Napoli (8 settembre), la “Serenata alla Madonna” (10 settembre) e la concelebrazione del “Santissimo Nome di Maria” (12 settembre).
Anche l'attività musicale è tornata ad essere esaltata, sia con il grande concerto del 7 settembre in piazza del Plebiscito, nel quale sono concorsi molti ospiti italiani e stranieri di grande prestigio (a cominciare da Massimo Ranieri e Bryan Ferry), sia con le "Audizioni di Piedigrotta", svoltesi alla Rotonda Diaz, grazie all'esibizione di otto selezionati interpreti di brani inediti in lingua napoletana.

## Organizzazione delle ultime edizioni
| Anno | Data di inizio | Data di termine | Tema ricorrente | Direttore artistico |
| ---- | -------------- | --------------- | --------------- | ------------------- |
| 2012 | 7              | 28              |                 | Daniele Pitteri     |
| 2011 | sospesa        | sospesa         | sospesa         | sospesa             |
| 2010 | 4              | 11              | Infanzia        | Nino d'Angelo       |
| 2009 | 3              | 13              | Futurismo       | Enzo Avitabile      |
| 2008 | 4              | 13              | Emigranti       | Nino d'Angelo       |
| 2007 | 1              | 12              | Melodramma      | Dario Scalabrini    |

## Videografia
- La festa di Piedigrotta - Revival 2007, su YouTube.

### Emerografia
- ”Roma”, 3 settembre 2011, Il Comune cancella la festa di Piedigrotta.
- ”Il Mattino”, 7 settembre 2007, Bentornata Piedigrotta: carri, musica e negozi aperti di notte.
- ”Il Mattino”, 13 settembre 2000, La Piedigrotta deve rivivere con un nuovo look.
- ”Corriere di Napoli”, 9-10 settembre 1889, Le carrozze sfilano in festa.
- ”Giornale costituzionale del Regno delle Due Sicilie”, 18 settembre 1849, La storica visita di papa Pio IX.